# Ananie Ivanov
Ananie Ivanov (n. 14 octombrie 1946) este un fost deputat român în legislatura 1990-1992, ales în județul Tulcea pe listele partidului FSN. Ananie Ivanov a fost membru în grupurile parlamentare de prietenie cu Statul Israel, Canada, Republica Bulgaria, Republica Italiană, Republica Polonă, Republica Populară Chineză și URSS.